# La Boîte de Pandore (album)
Pour les articles homonymes, voir La Boîte de Pandore.
Albums de Julie Zenatti
Comme vous
(2004) Plus de Diva
(2010)
La Boîte de Pandore est le quatrième album de la chanteuse Julie Zenatti sorti le 23 juillet 2007. Classé 15 ème en France, il s'est écoulé à près de 30 000 exemplaires. 

## Liste des pistes
| No  | Titre                                             | Durée |
| --- | ------------------------------------------------- | ----- |
| 1.  | Je voudrais une chanson                           |       |
| 2.  | La Boîte de Pandore                               |       |
| 3.  | Douce                                             |       |
| 4.  | Les Cartons                                       |       |
| 5.  | (Tango) Princesse                                 |       |
| 6.  | Je voudrais une chanson (Interlude)               |       |
| 7.  | Si le temps me le permettait                      |       |
| 8.  | Jean Mineur                                       | v     |
| 9.  | Se souvenir                                       |       |
| 10. | Julie ose                                         |       |
| 11. | J'ai croisé le diable                             |       |
| 12. | Je voudrais une chanson (Interlude)               |       |
| 13. | Fais moi confiance feat - Sako (Chiens de paille) |       |
| 14. | Amnésie                                           |       |
| 15. | Le Chemin de l'école                              |       |
| 16. | Je voudrais une chanson (Interlude)               |       |
| 17. | Face cachée                                       |       |
| 18. | Belle la vie                                      |       |